# Невилл, Томас (рыцарь)
Томас Невилл (англ. Thomas Neville; ок. 1429 — 30 декабря 1460) — английский рыцарь, 2-й сын Ричарда Невилла, 5-го графа Солсбери, и Элис Монтегю, младший брат знаменитого «Делателя королей» — Ричарда Невилла, 16-го графа Уорика.
Томас происходил из аристократического английского рода Невиллов, представители которого играли заметную роль в истории Англии XV века. Он был посвящён в рыцари королём Генрихом VI. Брак Томаса с Мод Стэнхоуп послужил одной из причин вооружённого конфликта между домами Невиллов и Перси. Как его отец и братья, Томас принимал участие в войне Алой и Белой розы на стороне герцога Йоркского. В 1457 году был камергером Палаты шахматной доски (казначейства) и заместителем хранителей Западной Шотландской марки. В 1459 году он вместе с братом Джоном попал в плен, был объявлен изменником и оказался в заключении в Честерском замке, в котором пробыл до лета 1460 года, когда армия графа Уорика разбила сторонников Генриха VI в битве у Нортгемптона. Получив свободу, Томас был назначен на несколько должностей.
В декабре 1460 года Томас в составе армии герцога Йоркского отправился в поход в Северную Англию, где укрепились сторонники Генриха VI, во время которого погиб в битве при Уэйкфилде.

## Происхождение

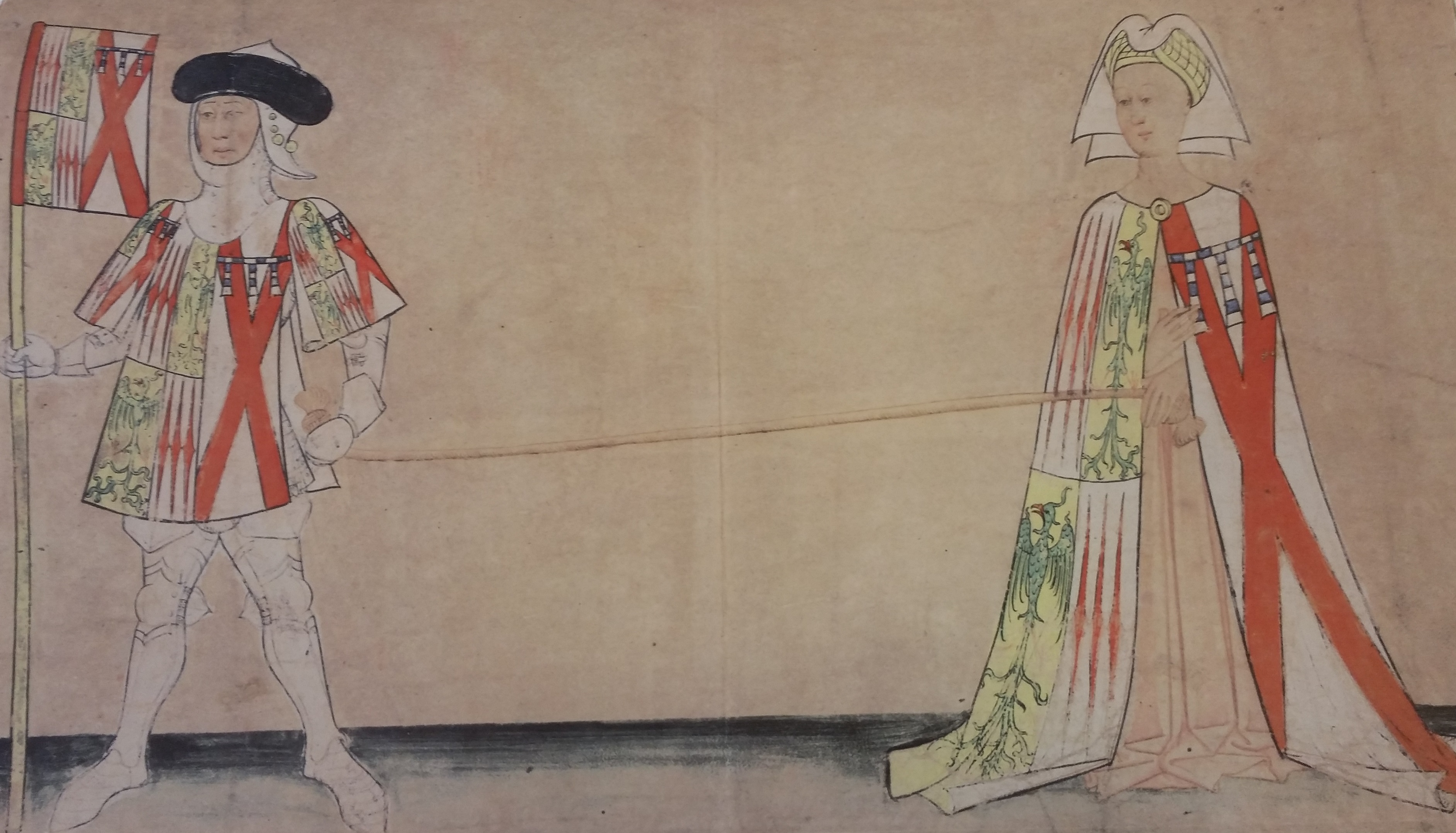
Родители Томаса. Иллюстрация из Salisbury Roll, ок. 1463 года

Томас происходил из аристократического английского рода Невиллов, который был вторым по значимости родом в Северо-Восточной Англии после рода Перси. По завещанию деда Томаса, Ральфа Невилла, 1-го графа Уэстморленда, составленному в 1424 году, дети, родившиеся от его первого брака, были лишены большинства владений, переданных детям от второго брака с Джоан Бофорт, легитимизированной дочери Джона Гонта, герцога Ланкастера и Екатерины Суинфорд. Основным наследником стал Ричард Невилл, получивший большую часть владений Невиллов, включая маноры Пенрит, Шериф Хаттон, Мидлэм и Рэби. Кроме того, в 1422 году он женился на Элис Монтегю, единственной дочери и наследнице Томаса Монтегю, 4-й граф Солсбери, приобретя благодаря этому титул графа Солсбери и богатые владения Монтегю. По матери он был близким родственником короля Генриха VI, благодаря чему он был близок к Ланкастерам. Его земли ещё больше расширились благодаря королевским пожалованиям.
От брака с Элис Монтегю у Ральфа Невилла родилось несколько сыновей и дочерей. Самым известным и значительным из них был старший сын — Ричард Невилл, 16-й граф Уорик, вошедший в историю под прозвищем «Делатель королей» (англ. The Kingmaker). Томас был вторым из сыновей, родившихся в этом браке.

## Ранние годы
Точный год рождения Томаса в источниках не указывается. Его старший брат, Ричард, родился в 1428 году. По мнению английского историка Майкла Хикса, Томас и двое его младших братьев, Джон и Джордж, родились не позже 1431 года.
Впервые в источниках Томас упоминается в 1448 году, когда он был назначен своим дядей, епископом Дарема Робертом Невиллом, управляющим Даремским диоцезом, а в качестве жалования ему было назначено 20 фунтов из доходов епархии. 24 марта 1450 года Томас получил должность шерифа Гламоргана, в этом качестве он 12 марта 1451 года засвидетельствовал хартию своего брата Ричарда, графа Уорика, во время спора за наследство Диспенсеров. Также Ричард попросил брата помочь ему в управлении своими владениями в Уорикшире, для чего выделил ему аннуитет.
5 января 1453 года король Генрих VI в лондонском Тауэре посвятил Томаса в рыцари вместе со своими единоутробными братьями Эдмундом и Джаспером Тюдорами, что, по мнению историка Ральфа Гриффитса, было попыткой сохранить лояльность Невилла, отношения с которым с недавних пор стали натянутыми.

## Вражда с родом Перси

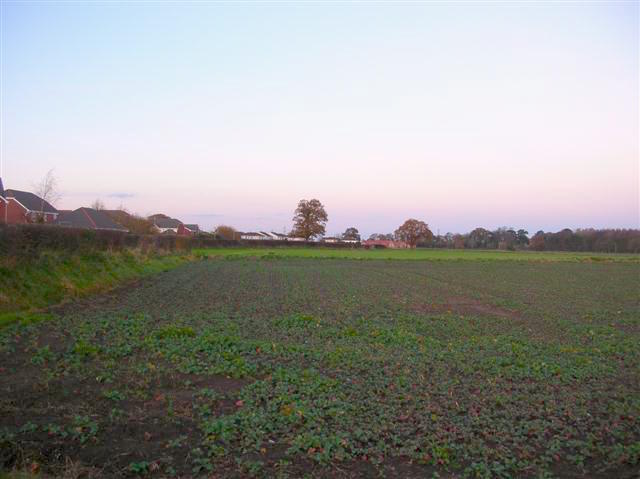
Стамфорд Бридж, где произошло решающее сражение между Невиллами и Перси

Основными землевладельцами в Северной Англии были 4 рода: Невиллы, Перси, а также король (как владелец герцогства Ланкастер) и Ричард, герцог Йоркский. Однако основное соперничество за доминирование в регионе шло между Невиллами и Перси, поскольку король и герцог Йоркский фактически были отсутствующими землевладельцами.
Возвышение графа Солсбери вызывало большое недовольство Генри Перси, 2-го графа Нортумберленда, который пытался сохранить лидирующие позиции в Северной Англии. Однако по сути под его контролем находился только Нортумберленд, а в Камберленде и Йоркшире, где Перси также были крупными землевладельцами, первое место занимал граф Солсбери. Летом 1453 года это соперничество переросло в открытую войну.
1 марта 1453 года король разрешил Томасу жениться на Мод Стэнхоуп — вдове Роберта, 6-го барона Уиллоуби из Эрзби, и богатой наследнице. По мнению историка Р. Гриффитса, именно объявление об этом браке послужило непосредственной причиной вражды Невиллов с Перси. Мод была племянницей и сонаследницей Ральфа Кромвеля, который был одним из самых богатых и влиятельных магнатов королевства и находился во вражде, как минимум, с двумя другими влиятельными людьми. Брак его племянницы с представителем дома Невиллов позволил ему получить союзников против своих врагов. За этот брак он заплатил огромную по тем временам сумму почти в 2 тысячи фунтов в виде ссуды графу Солсбери. Также благодаря этому браку Невиллы получили ранее принадлежавшие Перси маноры Рессл и Беруэлл, которые они, вероятно, надеялись вернуть. Перспектива окончательной утраты своих древних владений стала последней каплей для Перси.
Свадьба Томаса и Мод состоялась в августе 1453 года в принадлежавшем Ральфу Кромвелю замке Таттершолл. Когда новобрачные возвращались в Йоркшир, 24 августа они были атакованы около Хеворта отрядом Перси численностью около 5 тысяч человек, который собрал Томас Перси, барон Эгремонт, младший сын графа Нортумберленда. Стычки между Невиллами и Перси продолжались до 31 октября 1454 года, когда Перси были побеждены при Стэмфорд-Бридже. Барон Эгремонт и его младший брат, сэр Ричард Перси, попали в засаду, организованную Томасом Невиллом и его младшим братом Джоном, а затем на заседании парламента были осуждены за злоупотребления и приговорены к большому штрафу и заключению в Ньюгетскую тюрьму.
Хотя на рождество 1454 года Эгремонт и его брат были восстановлены в правах Генрихом VI, но 22 мая 1455 года состоялась Первая битва при Сент-Олбансе, в которой погиб граф Нортумберленд, после чего к обычной феодальной вражде между Невиллами и Перси прибавилась кровная месть.

## Война Алой и Белой розы
В 1457 году Томас был назначен камергером Палаты шахматной доски (казначейства) вместе с другим сонаследником Ральфа Кромвеля. В том же году, чуть позже, отец и старший брат, которые совместно были хранителями Западной Шотландской марки, назначили его заместителем, дав ему жалование в 500 марок; данная сумма, как отмечает британский историк Р. Л. Стори, составляла «менее четверти их официального жалования». Несколько месяцев спустя Томас выступил поручителем за своего дядю, Уильяма Невилла, который, как считает Майкл Хикс, возможно, в это время промышлял пиратством.
В 1459 году напряжённая ситуация в Англии привела к открытой гражданской войне между двумя феодальными группировками: сторонниками короля (Ланкастерами) и герцога Йоркского (Йорками). Отец Томаса, граф Солсбери, поддержал герцога Йоркского. В сентябре он выступил из своего замка Мидлхем в Ладлоу, где собирался присоединиться к герцогу, его сопровождала армия в 5 тысяч человек, в числе которых был и Томас. 23 сентября они столкнулись с большим королевским отрядом около Блор-Хифа, который был разбит, а его командир, Джеймс Туше, 5-й барон Одли, был убит. На следующий день Томас и его младший брат Джон каким-то образом попали в плен около Тарпорли. Майкл Хикс предположил, что в битве накануне они получили раны и были отправлены домой; в то же время Розмари Хоррокс полагает, что они слишком далеко отошли от своей армии, преследуя бегущих ланкастерцев. «Парламент Дьяволов», заседавший в следующем месяце в Ковентри, который находился под полным контролем Ланкастеров, объявил Томаса и Джона Невиллов преступниками, они были подвергнуты заключению в Честерском замке, в котором  пробыли до победы в битве у Нортгемптона, одержанной их братом, графом Невиллом, 10 июля 1460 года.
В битве при Нортгемптоне к графу Уорику попал в плен король Генрих VI, которого привезли в Лондон. Реальная власть оказалась в руках Уорика, управлявшего Англией от имени Ричарда Йоркского, находившегося в изгнании. Освободив братьев из заключения, Уорик назначил Томаса вместе с отцом хранителями королевских конюшен. Также Томас был назначен в комиссию по поддержанию порядка и получил ряд маноров в герцогстве Ланкастер.
10 октября 1460 года герцог Йоркский, вернувшийся из изгнания, на заседании парламента, на котором присутствовали только Йорки, предъявил права на английский престол, но Невиллы, как и другие представители английской знати, выступили против этого, поскольку Генрих VI получил власть законным путём, а все лорды приносили ему клятву верности. Судя по всему, Томас Невилл сыграл важную роль в дальнейших событиях. Возможно, что именно он отправился в Вестминстерский дворец, в котором, выселив короля, поселился герцог Йоркский, сообщив тому, что «лорды и люди» не согласны передать ему корону. Историк П. А. Джонсон пишет, что Томас Буршье, архиепископ Кентерберийский, отказался отправляться на переговоры с Ричардом Йоркским, поэтому вместо него дважды в качестве посредника выступал Томас Невилл. В итоге к 13 октября герцог отказался от немедленной коронации, а позже согласился на компромисс, согласно которому королём оставался Генрих VI, но его наследником признавался Ричард Йоркский. Решение было оглашено 25 октября, а 31 октября его утвердил король. В результате, хотя Генрих VI формально оставался королём, фактическим правителем Англии был герцог Йоркский.

## Гибель

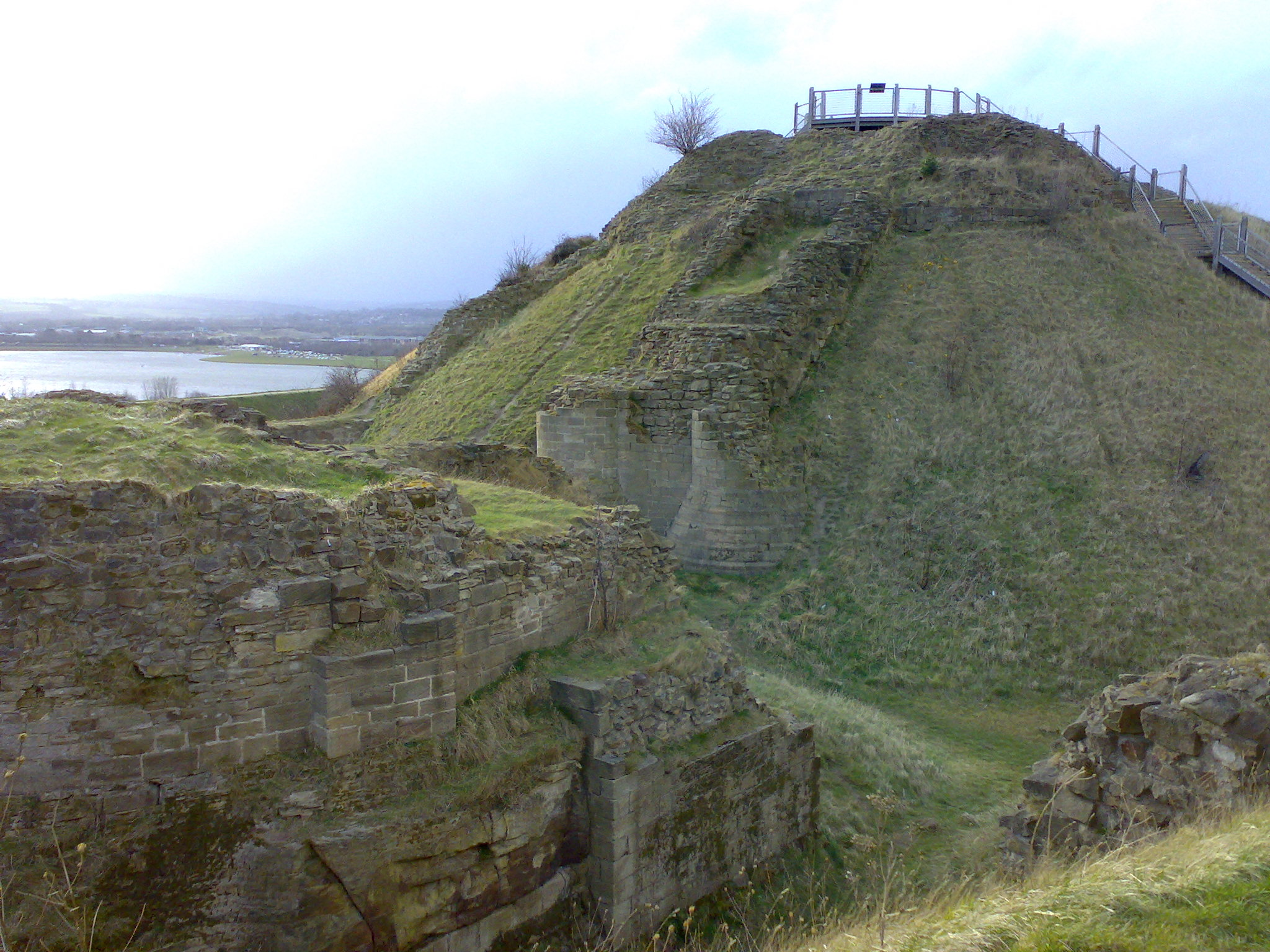
Руины замка Сандал в Сандал Магна, рядом с которым произошла битва при Уэйкфилде

В то же время многие сторонники короля оставались на свободе, перегруппировав свои силы в Йоркшире, где совершали набеги на поместья герцога Йоркского и графа Солсбери, а также их арендаторов. Они собрали значительные силы. Узнав о действиях Ланкастеров, герцог Йоркский с армией 9 декабря 1460 года выступил из Лондона, в её составе были и граф Солсбери с Томасом Невиллом.
21 декабря армия прибыла в замок Сандал, одну из резиденций герцога, Ланкастеры же находились в замке Понтефракт. Отпраздновав рождество, обе армии 31 декабря сразились в битве при Уэйкфилде, располагавшемся в 3 километрах от Сандала. Сражение окончилось разгромом Йорков, герцог Йоркский и многие его сторонники были убиты, в числе их был и Томас. Его отец, граф Солсбери, смог бежать, но вечером его схватили и на следующий день он был казнён. Головы герцога Йорка, его сына графа Ратленда, графа Солсбери и 6 других йоркистских лидеров, включая Томаса, были выставлены на всеобщее обозрение в Йорке.
После того как Йорки 29 марта 1461 года одержали победу в битве при Таутоне, останки Томаса и его отца были захоронены в доминиканском монастыре в Йорке. В феврале 1463 года их останки были перезахоронены в Бишемском аббатстве.
Детей у Томаса не было.

## Брак
Жена: с августа 1453 Матильда Стэнхоуп (ум. 30 августа 1497), дочь Ричарда Стэнхоупа из Рэмптона и Матильды Кромвель, вдова Роберта, 6-го барона Уиллоуби из Эрзби. Детей от этого брака не было.